# Pholcus
Pholcus (Latinisierung von griech. φολκός (pholkós) „krummbeinig“) ist eine Gattung aus der Familie der Zitterspinnen (Pholcidae) und umfasst 329 Arten. (Stand: Juni 2016)

## Vorkommen und Lebensraum
Die Gattung Pholcus ist hauptsächlich in wärmeren Klimazonen verbreitet. Artenreich sind sie in China, in Zentral- und Südostasien, in Kleinasien, noch vertreten in Australien, Afrika, Amerika. In der Schweiz, in Österreich und in Deutschland ist die kosmopolitische, höhlenbewohnende Große Zitterspinne (Pholcus phalangioides) und die seltenere, vorwiegend im Freiland der Holarktis (fehlend in euozeanischen Bereichen) lebende Pholcus opilionides verbreitet. Als Kulturfolger fühlen sie sich in menschlichen Behausungen sehr wohl.

## Merkmale
Sie werden 4 bis 15 mm groß (Körperbau wie die Familie). Innerhalb der Gattung kann u. a. Färbung, Größe und die Zeichnung des Hinterleibs als Bestimmungsmerkmal dienen. Die Tiere sind mehrjährig und werden bis zu 3 Jahre alt. Auch ihre Körperhaltung kann Rückschlüsse auf die Art geben. 

## Lebensweise
Sie bauen diffuse, leimlose Raumnetze, in denen sie nachts mit der Bauchseite nach oben auf Beute lauern. Die Wolle dieser ecribellaten Spinnen ist allein aufgrund ihrer physikalischen Struktur stark adhäsiv. Ihre Fangwolle ist extrem dehnfähig und angepasst an wärmere oder auch feuchtere Klimate. 